# بهروز بنیادی
بهروز بنیادی نماینده (متولد ۱۳۴۹ در کبودان، شهرستان بردسکن)، چهره سیاسی اصلاح طلب، فوق‌تخصص اطفال و نماینده حوزه انتخابیه کاشمر، بردسکن و خلیل‌آباد در دهمین دوره مجلس شورای اسلامی است. وی در انتخابات یازدهمین دوره مجلس شورای اسلامی شرکت کرد و رد صلاحیت شد.

## نماینده کاشمر در مجلس دهم
در دهمین دوره انتخابات مجلس شورای اسلامی، بهروز بنیادی، در لیست ائتلاف فراگیر اصلاح طلبان قرار داشت و توانست در مرحله اول انتخابات با کسب ۴۸٬۶۶۰ رای از مجموع ۱۶۲٬۲۱۵ رای ماخوذه صحیح راهی مجلس دهم شود.